# Гримберген
Гримберген (на нидерландски: Grimbergen) е селище в Централна Белгия, окръг Хале-Вилворде на провинция Фламандски Брабант. Населението му е около 34 000 души (2006).